# Saison 2020-2021 du FC Chambly Oise
Maillots
Chronologie
Saison précédente
Pour sa deuxième année en Ligue 2, le Football Club de Chambly Oise va participer à deux compétitions officielles avec la Ligue 2 BKT et la Coupe de France.

## Avant-saison

### Mercato estival
| Arrivées |
| Départs  |

### Effectif professionnel actuel
Le tableau suivant dresse la liste des joueurs composant l'effectif du FC Chambly Oise pour la saison 2020-2021.